# Mucuna diplax
Mucuna diplax är en ärtväxtart som beskrevs av Wilmot-dear. Mucuna diplax ingår i släktet Mucuna och familjen ärtväxter. Inga underarter finns listade i Catalogue of Life.